# Nazionale maschile di baseball di Taipei cinese
La nazionale maschile di baseball di Taipei Cinese rappresenta Taiwan (ufficialmente "Repubblica di Cina") nelle competizioni internazionali, come il campionato mondiale di baseball organizzato dalla International Baseball Federation. Per numero di medaglie vinte nella storia è considerata la terza nazionale asiatica dietro a Giappone e Corea del Sud.

## Piazzamenti

### Olimpiadi
- 1992 :  2°
- 1996 : non qualificata
- 2000 : non qualificata
- 2004 : 5°
- 2008 : 5°

### World Baseball Classic
- 2006 : 12° (eliminata nella prima fase)
- 2009 : 14° (eliminata nella prima fase)
- 2013 : 8°  (eliminata nella seconda fase)[1]
- 2017 : 14° (eliminata nella prima fase)

### Campionato mondiale di baseball
- Dal 1938 al 1971 (19 edizioni) : non qualificata
- 1972 : 8°
- 1973 : 5°
- 1974 : 8°
- 1976 : 7°
- 1978 : non qualificata
- 1980 : non qualificata
- 1982 : 4°
- 1984 :  2°
- 1986 :  3°
- 1988 :  3°
- 1990 : 6°

- 1994 : 6°
- 1998 : 13°
- 2001 :  3°
- 2003 : 4°
- 2005 : 12°
- 2007 : 8°
- 2009 : 8°
- 2011 : 13°

### Giochi Asiatici
- 1994 :  3°
- 1998 :  3°
- 2002 :  2°
- 2006 :  Campione
- 2010 :  2°
- 2014 :  2°
- 2018 :  3°

### Campionato Asiatico
- 1954 : 4°
- 1955 :  2°
- 1959 :  3°
- 1962 :  3°
- 1963 :  3°
- 1965 :  3°
- 1967 :  3°
- 1969 :  2°
- 1971 : 5°
- 1973 :  3°

- 1975 : 4°
- 1983 :  Campione
- 1985 :  2°
- 1987 :  Campione
- 1989 :  Campione
- 1991 :  2°
- 1993 :  3°
- 1995 :  3°
- 1997 :  3°
- 1999 :  3°

- 2001 :  Campione
- 2003 :  2°
- 2005 :  2°
- 2007 :  3°
- 2009 :  2°
- 2012 :  2°
- 2015 :  2°
- 2017 :  2°
- 2019 :  Campione

### Coppa Intercontinentale
- 1973: 7°
- 1975: non qualificata
- 1977: 7°
- 1979: non qualificata
- 1981: non qualificata
- 1983:  3°

- 1985: 4°
- 1987: 4°
- 1989: 6°
- 1991: 4°
- 1993: non qualificata
- 1995: 7°

- 1997: non qualificata
- 1999: 5°
- 2002: 4°
- 2006:  3°
- 2010: 4°